# Eriococcus trispinatus
Eriococcus trispinatus är en insektsart som beskrevs av Wang 1974. Eriococcus trispinatus ingår i släktet Eriococcus och familjen filtsköldlöss. Inga underarter finns listade i Catalogue of Life.